# Club athlétique de Vitry
 (avril 2024).
Si vous disposez d'ouvrages ou d'articles de référence ou si vous connaissez des sites web de qualité traitant du thème abordé ici, merci de compléter l'article en donnant les références utiles à sa vérifiabilité et en les liant à la section « Notes et références ».
Maillots
Actualités
Dernière mise à jour : 11 avril 2024.
Le Club athlétique de Vitry, abrégé en CA Vitry, est un club de football français fondé en 1897 et situé à Vitry-sur-Seine dans la banlieue sud de Paris.
Le CA Vitry connait ses meilleurs résultats avant les années 1930. Affilié à la Fédération cycliste et athlétique de France, le club remporte deux fois en 1910 et 1911 le championnat de France organisé par cette fédération mineure sur le plan du football. Néanmoins, sa première victoire lui permet de disputer le Trophée de France en 1910. Dans les années 1920, le CA Vitry dispute quelques saisons parmi l'élite parisienne en disputant le championnat de Paris de la Ligue parisienne, avant de d'être relégué en 1927. Le club atteint également les demi-finales de la Coupe de France en 1926.
Le CA Vitry évolue presque tous les ans en Division d'Honneur entre 1949 et 1966, avant de quitter l'élite régionale à la suite d'une descente. Le club doit attendre 2020 pour retrouver le plus haut niveau régional avec une accession en niveau régional (Division d'Honneur/Régional 1). Le CA Vitry accède pour la première fois au niveau national en 2022 en accédant au National 3.

## Histoire

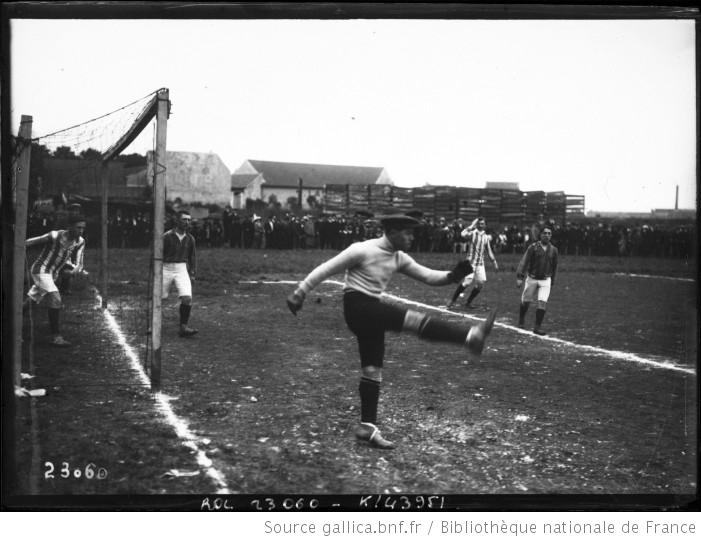
Photo de l'équipe du CA Vitry contre le R.C. luxembourgeois en 1912.

Le club aurait été fondé en 1897,[source insuffisante]. Le CA Vitry a connu son heure de gloire avant la Grande Guerre en étant champion de la FCAF en 1910 et 1911 et en disputant la finale du Trophée de France en 1910. L'équipe alignée en finale était : Chasselin - CH. Darlavoix, Sollier - Georges, H. Vascout, Spaiser - Moreau, E. Jourde, Boutefoy, Bergeron, Bourgenno .
En Coupe de France, le meilleur parcours du CAV remonte à la saison 1925-1926 avec une demi-finale jouée au Stade Pershing (Bois de Vincennes) devant 20 000 spectateurs le 28 mars 1926. Vitry, trop attentiste, est éliminé par le champion de la Ligue Franche-Comté-Bourgogne, l'Association sportive de Valentigney par deux buts à un.
Vitry se maintient parmi l'élite parisienne jusqu'en 1927, date de leur relégation en Promotion, niveau 2 derrière l'Honneur.[réf. nécessaire]
Le club jouait en 1917 avec un maillot rayé vert en or.

## Couleurs du club
Les Couleurs du CA Vitry sont le jaune et le vert.
Le club évolue à domicile avec un maillot rayé jaune et vert soit ou encore un maillot jaune à parement vert, un short vert ou jaune et des bas/chaussettes jaunes.
L'image ci-contre montre l'ėvolution du maillot depuis la création du club.
| 1917 |

| Tenue en 2023/2024 |

## Logos

Logo jusqu'en 2021.
Logo depuis 2021.

## Infrastructures
Siège social

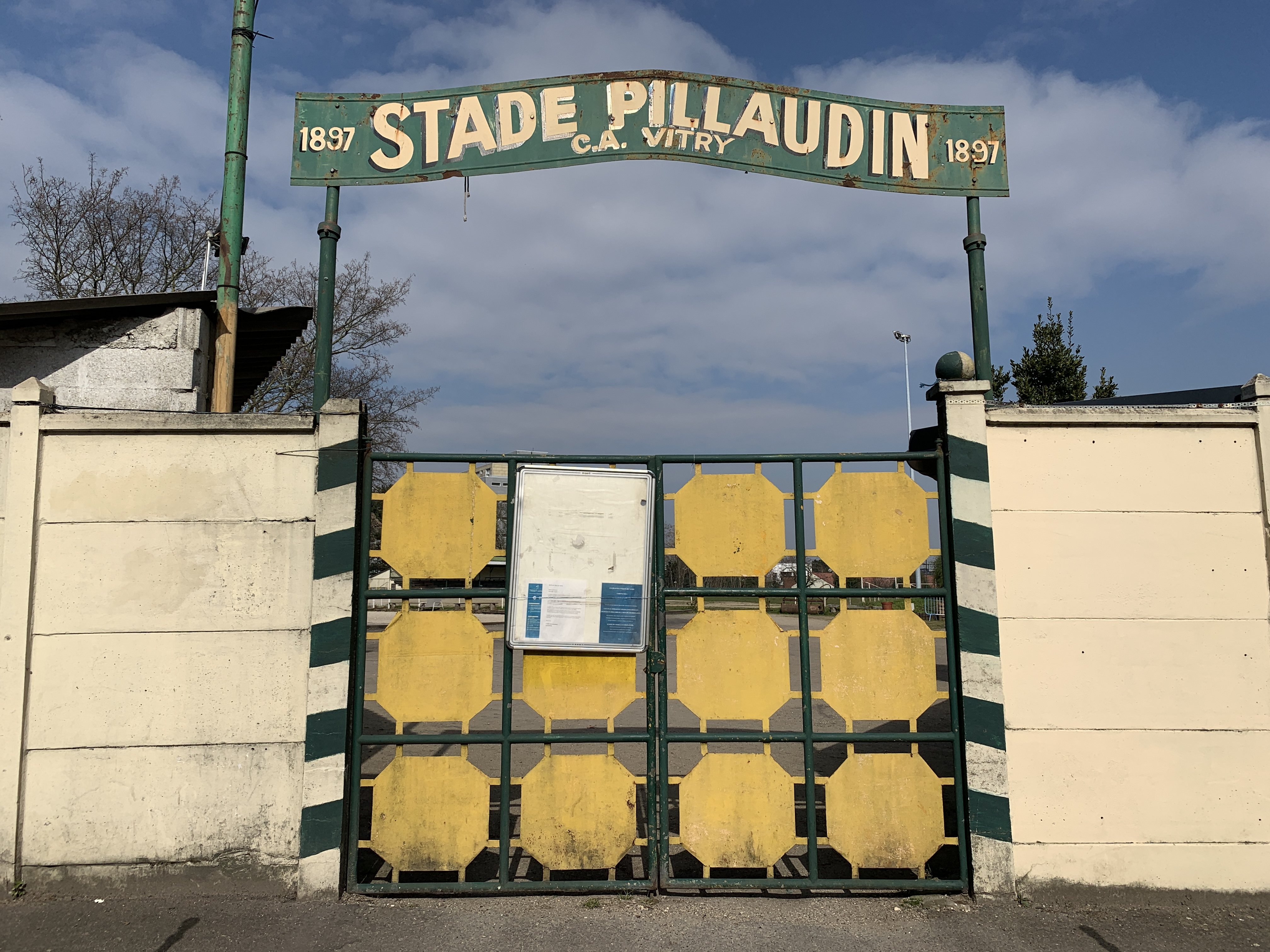
Entrée du stade Pillaudin de Vitry-sur-Seine.

Le siège du club se situe au vieux stade Pillaudin, situé avenue de la République au nord de la commune de Vitry-sur-Seine.
Stades
Le CA Vitry a longtemps évolué au stade Pillaudin, aujourd'hui désuet. De nos jours, le club s'entraine au stade Gabriel-Péri, principal stade de la ville, ainsi qu'au parc interdépartemental des Sports de Choisy-le-Roi, dans le Val-de-Marne.
Il joue ses rencontres à domicile au stade Roger-Couderc, situé 97 rue Auber à Vitry.

## Joueurs
Dans les années 1950, André Thieffine fut capitaine du Cercle athlétique de Paris pro en championnat de France de division 2, avant de revenir dans son club comme entraîneur général. Maurice Charpentier fut également professionnel au RC Paris en Division 1 (marquant 7 buts lors d'un match opposant le RCP au club anglais de Bolton) et poursuivi sa carrière professionnelle passant par Aix-en-Provence et Dunkerque en division 2.
Plusieurs joueurs devenus professionnels sont passés par ce club : Jean-Pierre Cyprien, qui joua notamment à l'AS Saint-Etienne, Jimmy Briand qui a joué au Stade rennais puis à l'Olympique lyonnais, Olivier Thomert au Hércules Alicante, Jérémy Ménez  joueur de l'AC Milan, Jimmy Kébé à Reading.